# Transparence-Santé
Transparence-Santé est une base de données, créée le 26 juin 2014 à la suite de l'affaire du Médiator, qui rend accessible l'ensemble des liens d'intérêt entre les entreprises et les acteurs du secteur de la santé en France. Critiquée pour sa « faible efficacité » « tant par les usagers que par les industriels », la base est en cours de refonte pour l'année 2022,,. Le site Euros for Docs propose une interface améliorée pour accéder aux données de la base Transparence-Santé.